# Филарет (Липин)
Епископ Филарет (в миру Алекса́ндр Па́влович Ли́пин; род. 25 февраля 1977, Вологда) — архиерей РПЦЗ (А), епископ Вологодский и Великоустюжский РПЦЗ(А). Бард. Бывший диакон РПЦ.

## Биография
Родился 25 февраля 1977 года в Вологде. С 1984 по 1994 год учился в школе № 13 города Вологды.
В 1994 году окончил среднюю школу и поступил в Военный институт Внутренних Войск МВД России, но после окончания четвёртого курса оставил учёбу.
В 2000 году поступил в Вологодское духовное училище (Московский патриархат). Принял диаконский сан в Московском патриархате и, недолго прослужив в клире Вологодской епархии Московского патриархата, в 2003 году оказался в лоне «истинной церкви» (секачёвцы), за что лишён сана в 2004 году. В 2004 году рукоположён архиепископом Иоанном (Зайцевым) в сан пресвитера.
3 сентября 2008 года с епископом Иоанном (Зайцевым), епископом Афанасием (Савицким) и игуменьей Серафимой посетил заседание Временного высшего церковного управления РПЦЗ(А), на котором выразил желание соединиться с РПЦЗ(А) на правах автономии. 4 сентября 2008 года ВВЦУ РПЦЗ(А) утвердило «Акт воссоединения епископов Катакомбной Православной Церкви с РПЦЗ» и постановило «принять в лоно РПЦЗ архиепископа Иоанна Зайцева в сане епископа и епископа Афанасия Савицкого с их паствой, предварительно совершив над ними хиротесии». Тогда же постановлением ВВЦУ РПЦЗ(А) назначен членом «Пятого всезарубежного собора». Прошёл обучение в Свято-Кирилло-Мефодиевской семинарии РПЦЗ(А) в Одессе.
27 — 29 октября 2015 года решением Архиерейского синода РПЦЗ(А) был награждён саном протоиерея. Решением Архиерейского Синода РПЦЗ(А) от 22-24 октября 2019 года награждён палицей.
26 марта 2020 года вызывался на опрос в Центр «Э» (управления по противодействию экстремизму МВД). По результатам организация Липина была признана не представляющей угрозы по причине малочисленности. В том же году внесён в «чёрный список» Русской Православной Церкви, как личность, которой не стоит доверять в социальных сетях.
11 марта 2024 года в храме преподобного Серафима Саровского в Вологде, под председательством архиепископа Буинского и Волжского Иоанна (Зайцева), управляющего Вологодской епархией, прошло епархиальное собрание духовенства и представителей приходов епархии, на котором единогласно постановлено выдвинуть протоиерея Александра Липина кандидатом для архиерейской хиротонии на Вологодскую кафедру
8 апреля 2024 года в храме Успения Божией Матери в Казани архиепископ Иоанн (Зайцев) постриг протоиерея Александра Липина в монашество (мантию) с наречением имени Филарет в честь митрополита Филарета (Вознесенского).
Совещанием архиереев РПЦЗ(А) «с правами Архиерейского собора» от 28 — 29 мая 2024 года был избран избран епископом Ферапонтовским, викарием Вологодской епархии РПЦЗ(А).
21 июня 2024 года в Вологде рукоположён во епископа Ферапонтовского, викария Вологодской епархии РПЦЗ(А). Хиротонию совершили: архиепископ Иоанн (Зайцев) и епископ Амвросий (Тимрот).
7 мая 2025 года Совещанием архиереев РПЦЗ(А) с правами Архиерейского собора назначен правящим архиереем Вологодской епархии РПЦЗ(А) с титулом «Вологодский и Велико-Устюжский».